# Bermudillo, el genio del hatillo
Bermudillo, el genio del hatillo (Douwe Dabbert, en el original) es una serie de historietas neerlandesa creada por el guionista Thom Roep y el dibujante Piet Wijn. 

## Descripción
Bermudillo o Douwe Dabbert es un pequeño anciano que se enfrenta a seres sobrenaturales, recurriendo a un hatillo del que puede extraer los objetos precisos para cada situación. Aparte del protagonista, hay otros personajes recurrentes, ya sean compañeros, como Domoli, Pief y Kijfje o incluso un dodo, ya sean enemigos, como la bruja  Wredulia. También pueden destacarse a Ludo Lafhart y Knudde, dos torpes ladrones que aparecen en varias historietas.

## Trayectoria editorial
Las aventuras de Douwe Dabbert han sido serializadas en la revista semanal holandesa del Pato Donald desde 1975, incluyendo algunas de breve extensión que nunca han sido recopiladas en álbumes. Todas han sido ilustradas por Piet Wijn, excepto las del álbum 23, que fueron parcialmente dibujadas por Dick Matena.
En Holanda, los 7 primeros álbumes fueron editados por Oberon B.V, siendo editados los restantes por Red Balloon. En España, Editorial Bruguera publicó en 1981 y 1982 los 7 primeros números, primero en las revistas Zipi y Zape Especial y Pulgarcito y luego en la colección ¡Bravo!. Desde 2015 y hasta 2022, Dolmen Editorial ha publicado una edición integral en castellano en 8 volúmenes a razón de 3 historietas por cada uno (salvo el último que incluye 2) más contenido extra.